# Франк, Альберт Бернхард
Альберт Бернхард Франк (нем. Albert Bernhard Frank; 17 января 1839, Дрезден — 27 сентября 1900, Берлин, Германская империя) — немецкий биолог, ботаник, профессор ботаники и миколог.  

## Биография
Альберт Бернхард Франк родился в Дрездене 17 января 1839 года. С 1861 по 1865 год изучал естественные науки в Лейпциге. В 1865 году Альберт Бернхард Франк получил степень доктора философии в Лейпцигском университете. Он был членом немецкой академии наук «Леопольдина». Альберт Бернхард Франк умер в Берлине 27 сентября 1900 года. 

## Научная деятельность
Альберт Бернхард Франк специализировался на папоротниковидных, водорослях и на микологии. 

## Некоторые публикации
- 1893: Lehrbuch Der Botanik Nach Dem Gegenwartigen Stand Der Wissenschaft, Volumen 1 (Libro de texto de Botánica De acuerdo con el estado actual de la ciencia). Ed. Engelmann. 669 pp. Reeditó en 2010 BiblioBazaar, 686 pp. ISBN 1144420709.
- 1896: Pflanzenschutz: Anleitung für den praktischen landwirt zur erkennung und bekämpfung der beschädigungen der kulturpflanzen. Im auftrage der Deutschen landwirtschafts-gesellschaft, Sonderausschuss für pflanzenschutz, Volumen 1 (Protección de las Plantas: Guía práctica para el agricultor detectar y combatir los daños a los cultivos. En nombre de la Sociedad Alemana de Agricultura, Comisión Especial de Protección Fitosanitaria). Ed. Druck der Halleschen zeitung. 168 pp.
- 1896: Die Krankheiten Der Pflanzen (Las enfermedades de las plantas). Ed. von Eduard Trewendt. 263 pp. Reeditó en 2009 BiblioBazaar, 360 pp. ISBN 1110051514[6].
- 1898: Monilia-Krankheit der Kirschbäume (Monilia enfermedad de los cerezos).
- 1900: Schildlausbuch: Beschreibung und Bekämpfung der für den deutschen Obst- und Weinbau wichtigsten Schildläuse (Schildlausbuch: Descripción y control de los alemanes en la fruta y la viticultura insectos importantes a escala). Ed. Parey. 120 pp.
- 2009: Die Tierparasitren Krankheiten Der Pflanzen. 386 pp. ISBN 1110714025[7].